# Johann Samuel Schröter

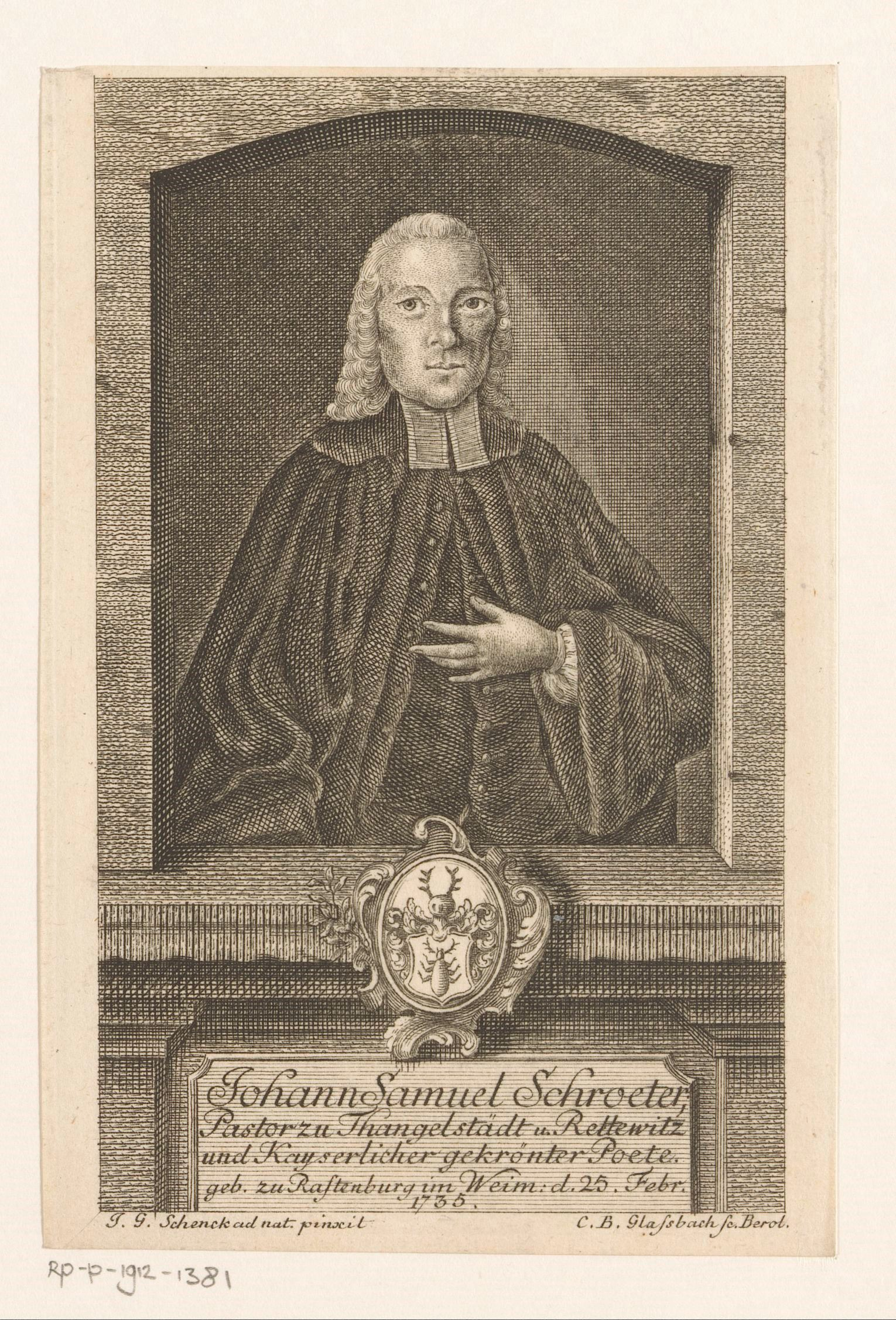
Johann Samuel Schröter

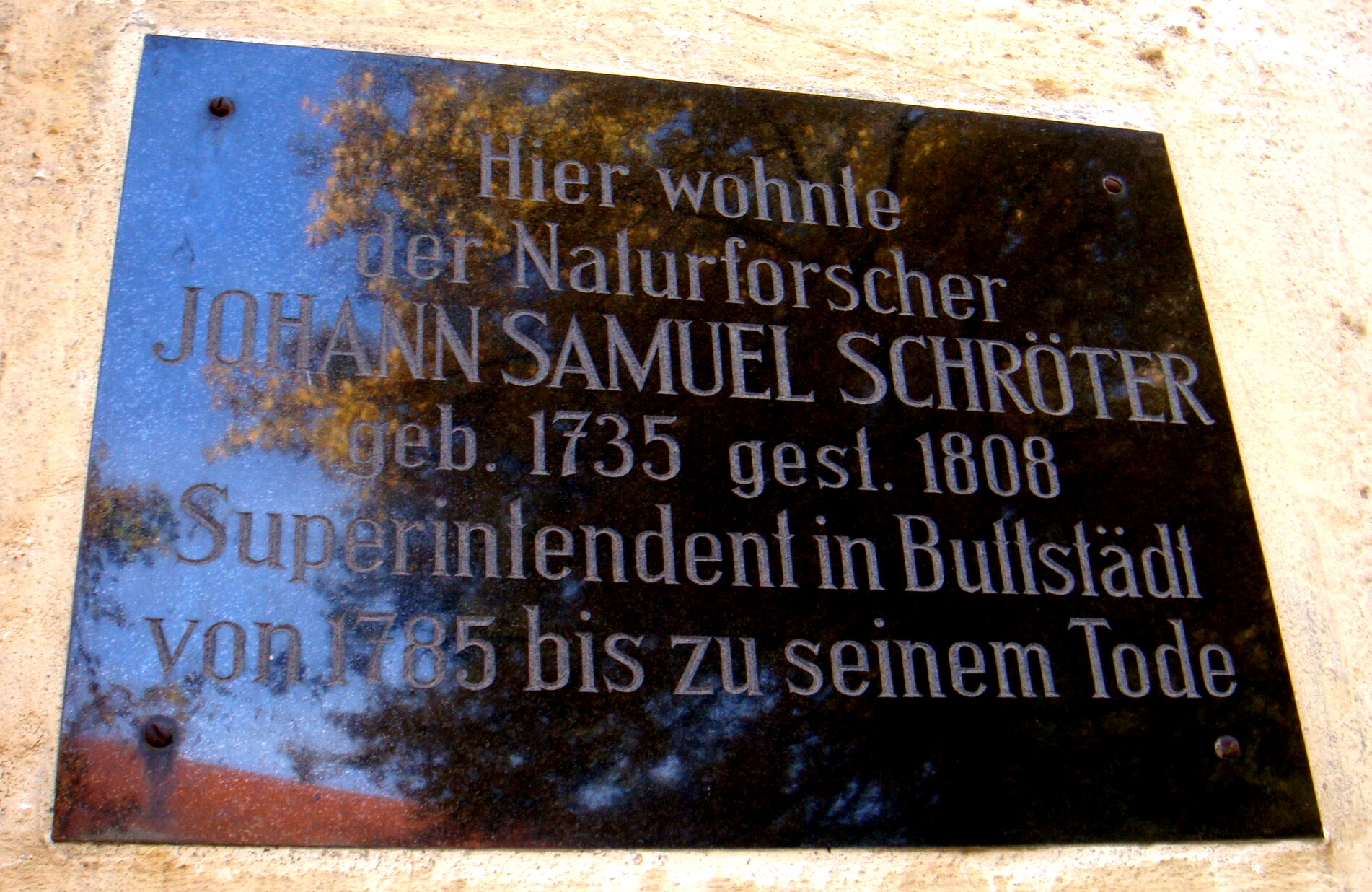
Gedenktafel am Ev. Pfarrhaus Buttstädt

Johann Samuel Schröter (* 25. Februar 1735 in Rastenberg; † 24. März 1808 in Buttstädt) war ein deutscher Theologe, Fossiliensammler und Paläontologe.

## Leben
Der Sohn des Rastenberger Pfarrers Johann Zacharias Schröter (1699–1759) und seiner Frau Maria Elisabeth Reinisch besuchte das Gymnasium in Weimar. Schröter studierte ab 1752 in Jena Theologie und im Nebenfach Naturwissenschaften. 1758 heiratete er in Dornburg/Saale Juliana Dorothea Graßhoff, die jüngste Tochter des Fleisch- und Tranksteuereinnehmers Johann Wilhelm Graßhoff aus Naumburg. Aus der Ehe gingen drei Kinder hervor: Johann Samuel (* 1758), Komponist, Schüler von Johann Christian Bach, Johann Samuel (* 1760), und Gottlob Wilhelm Samuel (* 1763; † 1763).
Von 1758 bis 1763 war Johann Samuel Schröter Rektor zu Dornburg  und führte auch die Kirchenbücher. 1761 verfasste er die Predigt „Die grossen Anstalten Gottes um das Heil der Sünder“, die er zu Dorndorf hielt. 1763 wurde er von Generalsuperintendent Basch in Weimar zum Pfarrer in Thangelstedt und Kettewitz ordiniert. 1768 verfasste er „Lithographische Beschreibung der Gegenden um Thangelstadt und Rettewitz in dem Weimarischen“. Ab 1774 war er erster Diakon an der Stadtkirche St.-Peter-und-Paul in Weimar. 1775 bis 1808 war er Superintendent in Buttstädt. Er betreute ein naturwissenschaftliches Kabinett, in dem er Conchylien, Fossilien und Mineralien sammelte und beschrieb. Am 1. Mai 1776 wurde er mit dem akademischen Beinamen Olympiodorus IV. als Mitglied (Matrikel-Nr. 812) in die Leopoldina aufgenommen.

## Schriften
- Chronik von Dornburg / Diese Chronik ist mit vielem Fleiße von dem seel. Hrn Superint. Schröter zu Buttstädt, der vom Jahre 1756 bis 1763 Rector zu Dornburg war … eigenhändig geschrieben … – Handschrift in der Herzogin-Anna-Amalia-Bibliothek Weimar Signatur: Oct 117 [b] (swkk.de)
- Lithologisches Real- und Verballexikon. Berlin 1772.
- Journal für Liebhaber des Steinreichs und der Conchyliologie. 6 Bände. Weimar 1774–1780. Band 1 – archive.org; Band 6 – archive.org.
- Abhandlung von den Nautiliden der Weimarischen Gegend. Der Naturforscher. 1. Stück. Gebauer, Halle 1774, S. 132–158
- Abhandlung von den Ammoniten der Weimarischen Gegend. Der Naturforscher. 2. Stück. Gebauer, Halle 1774, S. 169–193
- Vollständige Einleitung in die Kenntniß und Geschichte der Steine und Versteinerungen. Altenburg 1774–1784; doi:10.5962/bhl.title.36902
- Abhandlungen über verschiedene Gegenstände der Naturgeschichte. 2 Teile. Halle 1776–1777.
- Die Conchylien, Seesterne und Meergewächse der ehemaligen Gottwaldtischen Naturaliensammlung nach den vorhandenen neun und vierzig Kupfertafeln mit einer kurzen Beschreibung begleitet. Raspe, Nürnberg 1782; /books.google.de
- Einleitung in die Conchylienkenntniß nach Linné. 3 Bände. 1783–1786.
- Neue Literatur und Beiträge zur Kenntniß der Naturgeschichte, vorzüglich der Conchylien und Fossilien. 4 Bände. Leipzig 1784–1787.
- Unterhaltungen für Conchylienfreunde und für Sammler der Mineralien. Wolfgang Walther, Erlangen 1789; doi:10.5962/bhl.title.16072
- Erfahrungen in meinem Blumen- Obst- und Gemüsegarten. Weimar 1802.